# 钟海东
钟海东（1964年9月—），男，籍贯不详，中华人民共和国政治人物，现任国家国际发展合作署副署长。

## 生平
1982年进入清华大学学习。历任中共中央组织部干部四局巡视员、副局长，干部三局巡视员、副局长。
2022年12月30日，任国家国际发展合作署副署长。